# شيء من الخوف (فلم)
شيء من الخوف فيلم مصري من إنتاج عام 1969 ومن إخراج حسين كمال وإنتاج صلاح ذو الفقار وهو مأخوذ عن قصة قصيرة للكاتب الكبير ثروت أباظة، ولكن الفضل الأكبر في الإسقاطات السياسية هي نتيجة التعديلات التي أدخلها عبد الرحمن الأبنودي على السيناريو. الفيلم جرى تصويره بالأبيض والأسود بالرغم من إمكانية تصويره بالألوان لانتشار الأفلام الملونة في هذا الوقت، ويرجع ذلك لاستغلال المخرج حسين كمال لظلال الأبيض والأسود ببراعة لم تكن ممكنة فيما لو جرى التصوير بالألوان. الفيلم من بطولة شادية ومحمود موسي ورُشح الفيلم لجائزة مهرجان موسكو السينمائي وهو ضمن قائمة أفضل 100 فيلم في تاريخ السينما المصرية.

## القصة
تدور القصة في قرية مصرية، حيث يفرض عتريس الجد (محمود مرسي) سلطته على أهالي القرية ويفرض عليهم الإتاوات. ويتربى في كنفه عتريس الحفيد (محمود مرسي) على القهر والقسوة والظلم والغطرسة، رغم أنه كان يحب الحمام لكونه طيب القلب. لكن تأثير جده عليه يزداد مع مرور الوقت حتى يبلغ الحقد والكره مبلغه لحظة اغتيال جده أمامه. كان عتريس الحفيد يحب فؤادة (شادية) منذ نعومة أظافره، ولكن فؤادة التي لم تكن راضية عن تغير شخصية عتريس الحفيد للأسوأ، تتحدى عتريس بفتح الهويس الذي أغلقه عقاباً لأهل القرية عندما قُتل أحد رجاله من قبل الدهاشنة (سكان القرية) مما يتسبب في جفاف الأرض والمحاصيل وانتشار العطش. ولأن عتريس يحب فؤادة لا يستطيع قتلها فيقرر بدل ذلك أن يتزوجها غصباً. ولا يستطيع حافظ (محمد توفيق) أبو فؤادة أن يعصى أمر عتريس فيزوجها له بشهادة شهود باطلة خوفا من عتريس رغم عدم موافقتها على ذلك، وعندما يعلم عتريس لاحقا أن فؤادة لم توافق على الزواج ولم تمكنه من نفسها وأن العقد باطل، يحتفظ بها في بيته وتثور ثائرته وينتقم من أبوها ويحرق أراضيه ويعيث في القرية فسادا. وتتمنع فؤادة عن عتريس وتلبس الأسود حدادا وتقف موقف بطولي يحرك شباب القرية ليثوروا ضد عتريس، بسبب هذا الزواج الباطل يكثر الكلام واللغط عن عتريس وفؤادة، فيتصدى الشيخ إبراهيم (يحيى شاهين) وابنه محمود (حسن السبكي) لعتريس ويجاهر بأن زواج فؤادة من عتريس باطل. فيقتل عتريس محمود ابن الشيخ إبراهيم يوم عرسه على عزيزة (بوسي).
يأتي مشهد النهاية بمشهد جنازة محمود وفيها يردد الشيخ إبراهيم جملته الشهيرة «جواز عتريس من فؤادة باطل» ويردد كل أهل القرية وراء الشيخ إبراهيم ويتوجهون لمنزل عتريس الذي لا يستطيع مقاومة كل أهل القرية مجتمعين فيحرق أهل القرية منزل عتريس وهو بداخلها وتكون هذه نهاية عتريس جزاءً لأفعاله. ويتم تحرير فؤادة إلى أهلها.

## البعد السياسي للفيلم
الفيلم به الكثير من الرمزية، فعتريس يرمز للحاكم الديكتاتور، وأهل القرية يرمزون للشعب الذي يقع تحت وطأة الطاغية. فؤادة ترمز لمصر التي لا يستطيع الدكتاتور أن يهنأ بها.
أشار بعض النقاد إلى أن هذا الفيلم قد يرمز لفترة حكم جمال عبد الناصر وأشار البعض الآخر أنه قد يرمز لفترة حكم الملك فاروق، كما قال البعض انه يرمز لأي حكم ديكتاتوري وطغيان وقهر عامة.
قال حسين كمال: لقد أطلق أعداء النجاح إشاعة مؤداها أننا نقصد بشخصية عتريس الرئيس جمال عبد الناصر.
حدثت زوبعة وكان الفيلم جاهزا للعرض وكانت إعلاناته تملأ الشوارع وشاهد جمال عبد الناصر الفيلم وشاهده مرة أخرى مع أنور السادات وبعد المشاهدة الثانية اقتنع جمال عبد الناصر أنه لا يمكن أن يكون المقصود بشخصية عتريس وسمح بعرض الفيلم.

## فريق العمل
- الإخراج: حسين كمال
- الإنتاج: صلاح ذو الفقار
- التوزيع: المؤسسة المصرية العامة للسينما
- التأليف:
  - ثروت أباظة (قصة)
  - صبري عزت (سيناريو)
  - عبد الرحمن الأبنودي (حوار)[10][11][12]
- الموسيقى: بليغ حمدي

## بطولة
- شادية - (فؤادة)
- محمود مرسي - (عتريس)
- يحيى شاهين - (الشيخ إبراهيم)
- امال زايد - (أم فؤادة)
- محمد توفيق - (حافظ)
- صلاح نظمي - (إسماعيل)
- أحمد توفيق - (رشدي)
- سميرة محسن - (إنعام)
- محمود ياسين - (علي)
- بوسي - (عزيزة)
- حسن السبكي - (محمود)
- وفيق فهمي - (تابع عتريس)

### أغنية الفيلم
- ياعيني عالولد
  - غناء: شادية
  - كلمات: عبد الرحمن الأبنودي
  - ألحان: بليغ حمدي

## احداث التصوير
عندما بدأوا تصوير الفيلم كانوا يبحثون عن قرية تتحقق فيها مواصفات السيناريو، وبعد بحث كبير وجد الفنان صلاح ذو الفقار وكان منتج الفيلم هذه القرية وهى قرية في محافظة القليوبية، وللمصادفة ان أهل القرية فعلا لم يكن عندهم هويس، وحياتهم كانت في ضنك بسبب عطش وجفاف أراضيهم لعدم وجود هويس ينقل لهم المياه،
الإنتاج إتفق مع عمدة البلد انه سيبني لهم الهويس بناءا حقيقيا، ويحل المشكلة إلى الأبد للقرية، لكن على شرط ان أهل القرية نفسهم يصوروا كأهل القرية في الفيلم لحظة فتح الهويس، وجاء ذو الفقار بالهويس حسب اتفاقه مع عمدة البلد. ثم جاءت فكرة المخرج حسين كمال أن تقوم شادية بتشغيله.
وفي اللحظة اللى كانت شادية تفتح فيها الهويس في الفيلم ببطء شديد كانت قلوب أهل القرية متعلقه بأول نقطة مياه، وكانت صورة المياه وهي تروى الأرض العطشة المحجرة حقيقية، وكان رقص الناس داخل المياه وفرحتهم الهستيرية ليست بتمثيل بل إنها فرحة حقيقية.
(ماذكر بالأعلي غير منطقي وغير واقعي علي الأطلاق وهو من وحي خيال كاتب النص. فالأهوسة ليست ماكينات ري. انما مجرد بوابات علي القنوات المائية تستخدم في تنظيم توزيع المياه بين الأراضي. فعندما يتم فتح الهويس تتدفق المياه لقناة الري لتستخدم في ري الأراضي علي جانبي القناة. ثم تغلق وتفتح علي قناة ري اخري في نظام متعاقب لتوزيع المياه علي الأراضي الزراعي. https://www.youtube.com/watch?v=VDK9_0qrSuY